# Grand Blue
Grand Blue (ぐらんぶる?, Guranburu, lett. "Grande blu") è un manga scritto da Kenji Inoue e disegnato da Kimitake Yoshioka, serializzato su good! Afternoon dal 7 aprile 2014. Un adattamento anime da 12 episodi, prodotto da Zero-G, è stato trasmesso in Giappone dal 13 luglio al 28 settembre 2018. Una seconda stagione viene trasmessa dal 7 luglio 2025.

## Trama
Una nuova vita ha inizio per Iori Kitahara, che ha deciso di trasferirsi a Izu per frequentarne l'università. Si stabilisce quindi da suo zio, gestore di un negozio di attrezzature per sub, il Grand Blue. Iori inizierà a scoprire le meraviglie dell'oceano, donne bellissime, uomini che amano le immersioni, l'alcool e i festini. La vita tranquilla che Iori si immaginava prenderà una piega inaspettata, come ritrovarsi in boxer post sbornia nel cortile del campus, la mattina della cerimonia inaugurale dell’anno accademico, con tutti gli studenti che lo filmano e fotografano.

## Media

### Manga
Il manga, scritto da Kenji Inoue e disegnato da Kimitake Yoshioka, ha iniziato la serializzazione sulla rivista good! Afternoon di Kōdansha il 7 aprile 2014. Il primo volume tankōbon è stato pubblicato il 7 novembre 2014 e al 7 aprile 2025 ne sono stati messi in vendita in tutto ventiquattro. Negli Stati Uniti i diritti di distribuzione digitale in lingua inglese sono stati acquistati da Kodansha USA. L'edizione è stata poi resa disponibile in tutto il mondo, ad eccezione del Giappone, sul sito di Crunchyroll. In Italia la serie è stata annunciata il 23 novembre 2022 da RW Edizioni che la pubblica sotto l'etichetta Goen nella collana Cult Collection a partire dal 31 marzo 2023. La traduzioni dei testi è stata curata da Luca Sibio.

#### Volumi
| 1  | 7 novembre 2014                                                                       | ISBN 978-4-06-387990-2 | 31 marzo 2023  | ISBN 978-88-9284-727-9 (ed. regolare) ISBN 978-88-9284-728-6 (ed. variant) |
| 1  | Capitoli - 1. Profondo blu - 2. Festa di benvenuto - 3. La mia stanza - 4. Sott'acqua |                        |                |                                                                            |
| 2  | 5 dicembre 2014                                                                       | ISBN 978-4-06-388018-2 | 21 aprile 2023 | ISBN 978-88-9284-764-4                                                     |
| 3  | 7 aprile 2015                                                                         | ISBN 978-4-06-388053-3 | 26 maggio 2023 | ISBN 978-88-9284-783-5                                                     |
| 4  | 7 settembre 2015                                                                      | ISBN 978-4-06-388081-6 | —              | —                                                                          |
| 5  | 2 febbraio 2016                                                                       | ISBN 978-4-06-388115-8 | —              | —                                                                          |
| 6  | 5 agosto 2016                                                                         | ISBN 978-4-06-388164-6 | —              | —                                                                          |
| 7  | 7 dicembre 2016                                                                       | ISBN 978-4-06-388220-9 | —              | —                                                                          |
| 8  | 7 aprile 2017                                                                         | ISBN 978-4-06-388249-0 | —              | —                                                                          |
| 9  | 6 ottobre 2017                                                                        | ISBN 978-4-06-388290-2 | —              | —                                                                          |
| 10 | 7 marzo 2018                                                                          | ISBN 978-4-06-511096-6 | —              | —                                                                          |
| 11 | 6 luglio 2018                                                                         | ISBN 978-4-06-511979-2 | —              | —                                                                          |
| 12 | 22 novembre 2018                                                                      | ISBN 978-4-06-513447-4 | —              | —                                                                          |
| 13 | 5 luglio 2019                                                                         | ISBN 978-4-06-516238-5 | —              | —                                                                          |
| 14 | 22 novembre 2019                                                                      | ISBN 978-4-06-517557-6 | —              | —                                                                          |
| 15 | 22 maggio 2020                                                                        | ISBN 978-4-06-519480-5 | —              | —                                                                          |
| 16 | 20 novembre 2020                                                                      | ISBN 978-4-06-521417-6 | —              | —                                                                          |
| 17 | 5 agosto 2021                                                                         | ISBN 978-4-06-524292-6 | —              | —                                                                          |
| 18 | 7 marzo 2022                                                                          | ISBN 978-4-06-527041-7 | —              | —                                                                          |
| 19 | 5 agosto 2022                                                                         | ISBN 978-4-06-528768-2 | —              | —                                                                          |
| 20 | 6 aprile 2023                                                                         | ISBN 978-4-06-531329-9 | —              | —                                                                          |
| 21 | 5 ottobre 2023                                                                        | ISBN 978-4-06-533089-0 | —              | —                                                                          |
| 22 | 5 aprile 2024                                                                         | ISBN 978-4-06-535017-1 | —              | —                                                                          |
| 23 | 7 ottobre 2024                                                                        | ISBN 978-4-06-537098-8 | —              | —                                                                          |
| 24 | 7 aprile 2025                                                                         | ISBN 978-4-06-538970-6 | —              | —                                                                          |
| 25 | 7 ottobre 2025                                                                        | —                      | —              | —                                                                          |

### Anime

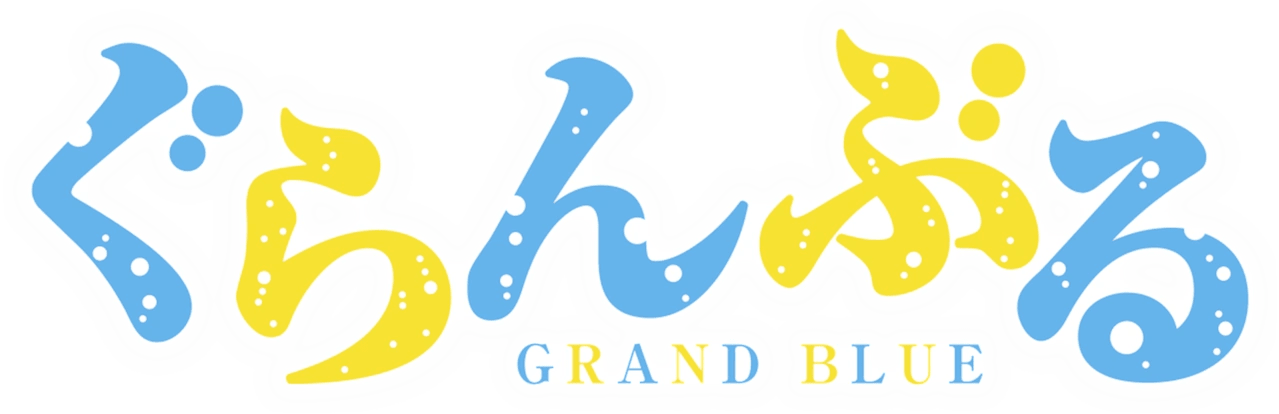
Logo originale della serie

Annunciato su good! Afternoon il 7 marzo 2018, un adattamento anime, prodotto da Zero-G e diretto da Shinji Takamatsu, è stato messo in onda tra il 13 luglio e il 28 settembre 2018, per un totale di 12 episodi trasmessi. In tutto il mondo, ad eccezione del Giappone, gli episodi sono stati trasmessi in streaming in simulcast, anche coi sottotitoli in lingua italiana, da Amazon su Amazon Video. Le sigle di apertura e chiusura sono rispettivamente Grand Blue degli Shōnan no Kaze e Konpeki no al fine (紺碧のアル・フィーネ?, Konpeki no aru fīne) degli Izu no Kaze (gruppo formato dai doppiatori Yūma Uchida, Ryōhei Kimura, Hiroki Yasumoto e Katsuyuki Konishi).
Nel settembre 2024 è stata annunciata una seconda stagione, con il ritorno di Takamatsu come regista e sceneggiatore mentre Liber sostituirà Zero-G come studio di animazione. Viene trasmessa dal 7 luglio 2025 su Tokyo MX, BS11 e MBS. La sigla di apertura è Seishun towa (青春永遠? lett. "Eterna giovinezza") degli Shōnan no Kaze. Crunchyroll trasmette la seconda stagione in streaming.

#### Episodi

##### Prima stagione
| Nº serie | Nº | Titolo italiano Giapponese 「Kanji」 - Rōmaji              | In onda           | In onda |
| Nº serie | Nº | Titolo italiano Giapponese 「Kanji」 - Rōmaji              | Giapponese        |         |
| 1        | 1  | Profondo blu 「ディープブルー」 - Dīpu Burū                | 13 luglio 2018    |         |
| 2        | 2  | Sott'acqua 「水の中で」 - Mizu no naka de                  | 20 luglio 2018    |         |
| 3        | 3  | Un nuovo mondo 「新世界」 - Shinsekai                      | 27 luglio 2018    |         |
| 4        | 4  | Concorso di bellezza maschile 「男コン」 - Dankon          | 3 agosto 2018     |         |
| 5        | 5  | Troppo tardi 「後の祭り」 - Ato no matsuri                 | 10 agosto 2018    |         |
| 6        | 6  | Il primo amico 「初バディ」 - Hatsu badi                   | 17 agosto 2018    |         |
| 7        | 7  | I doppi 「ダブルス」 - Daburusu                            | 24 agosto 2018    |         |
| 8        | 8  | I cocktail per uomini 「男のカクテル」 - Otoko no kakuteru | 31 agosto 2018    |         |
| 9        | 9  | Obbligo o verità 「王様ゲーム」 - Ōsama gemu               | 7 settembre 2018  |         |
| 10       | 10 | Arrivo ad Okinawa 「沖縄上陸」 - Okinawa jōriku            | 14 settembre 2018 |         |
| 11       | 11 | L'idea sbagliata 「誤解なんだが」 - Gokaina ndaga          | 21 settembre 2018 |         |
| 12       | 12 | Otori 「オトーリ」 - Otōri                                 | 28 settembre 2018 |         |

##### Seconda stagione
Questa lista è suscettibile di variazioni e potrebbe essere incompleta o non aggiornata.

| Nº serie | Nº | Titolo italiano Giapponese 「Kanji」 - Rōmaji                                         | In onda        | In onda |
| Nº serie | Nº | Titolo italiano Giapponese 「Kanji」 - Rōmaji                                         | Giapponese     |         |
| 13       | 1  | Sorella 「妹」 - Imōto                                                                | 7 luglio 2025  |         |
| 14       | 2  | Fratello 「兄」 - Ani                                                                 | 14 luglio 2025 |         |
| 15       | 3  | Gioco di associazioni 「印象ゲーム」 - Inshō Gēmu                                     | 21 luglio 2025 |         |
| 16       | 4  | Sfida per i biglietti 「チケット争奪戦」 - Chiketto sōdatsu-sen                       | 28 luglio 2025 |         |
| 17       | 5  | La prima volta in un'università femminile 「はじめての女子大」 - Hajimete no joshidai | 4 agosto 2025  |         |
| 18       | 6  | Ritorno all'università femminile 「再びの女子大」 - Futatabi no joshidai              | 11 agosto 2025 |         |
| 19       | 7  | Il pendolo di Charpy 「シャルピー衝撃試験」 - Sharupī shōgeki shiken                  | 18 agosto 2025 |         |
| 20       | 8  | Colleghi 「(バイト仲間」 - Baito nakama                                               | 25 agosto 2025 |         |

### Film
Un adattamento cinematografico live-action è stato realizzato nel 2020, diretto da Tsutomu Hanabusa. Doveva essere distribuito nei cinema il 29 maggio 2020, ma è stato posticipato al 7 agosto 2020 a causa della pandemia di COVID-19.

## Accoglienza
A marzo 2023, la serie manga aveva oltre 8 milioni di copie stampate.